# Іґор Брукнер
Іґор Брукнер (чеськ. Igor Brukner; нар. 4 жовтня 1979) — колишній чеський тенісист.
Найвищу одиночну позицію світового рейтингу — 520 місце досяг 14 серпня 2000, парну — 259 місце — 14 травня 2001 року.
Здобув 1 парний титул.
Завершив кар'єру 2005 року.

## Фінали ATP Челленджер і ITF Ф'ючерс

### Одиночний розряд: 1 (1–0)
| Легенда              |
| -------------------- |
| ATP Челленджер (0–0) |
| ITF Ф'ючерс (1–0)    |

| Фінали за покриттям |
| ------------------- |
| Тверде (0–0)        |
| Ґрунт (1–0)         |
| Трава (0–0)         |
| Килим (0–0)         |

| Результат | В-П | Дата     | Турнір                    | Рівень  | Покриття | Суперник   | Рахунок       |
| --------- | --- | -------- | ------------------------- | ------- | -------- | ---------- | ------------- |
| Перемога  | 1–0 | Лип 2001 | Словаччина F5, Братислава | Ф'ючерс | Ґрунт    | Юрай Гашко | 7–5, 3–6, 6–3 |

### Парний розряд: 13 (12–1)
| Легенда              |
| -------------------- |
| ATP Челленджер (1–0) |
| ITF Ф'ючерс (11–1)   |

| Фінали за покриттям |
| ------------------- |
| Тверде (2–0)        |
| Ґрунт (10–1)        |
| Трава (0–0)         |
| Килим (0–0)         |

| Результат | В-П  | Дата     | Турнір                    | Рівень     | Покриття | Партнер            | Суперники                                     | Рахунок                 |
| --------- | ---- | -------- | ------------------------- | ---------- | -------- | ------------------ | --------------------------------------------- | ----------------------- |
| Перемога  | 1–0  | Лип 2000 | Угорщина F3, Будапешт     | Ф'ючерс    | Ґрунт    | Олівер Марах       | Мартон Отт Золтан Надь                        | 6–4, 2–6, 6–3           |
| Поразка   | 1–1  | Лип 2000 | Грузія F1, Тбілісі        | Ф'ючерс    | Ґрунт    | Мартін Громець     | Олексій Кедрюк Орест Терещук                  | 6–7(5–7), 4–6           |
| Перемога  | 2–1  | Лип 2000 | Грузія F2, Тбілісі        | Ф'ючерс    | Ґрунт    | Мартін Громець     | Кирило Іванов-Смоленський Артем Дерепаско     | 6–2, 6–7(5–7), 7–6(8–6) |
| Перемога  | 3–1  | Сер 2000 | Угорщина F6, Будапешт     | Ф'ючерс    | Ґрунт    | Олівер Марах       | Константінос Ікономідіс Анастасіос Васіліадіс | 6–4, 6–4                |
| Перемога  | 4–1  | Вер 2000 | Польща F4, Лодзь          | Ф'ючерс    | Ґрунт    | Петр Дезорт        | Ян Гаєк Маріан Лейсек                         | 6–1, 6–4                |
| Перемога  | 5–1  | Вер 2000 | Чехія F1, Зноймо          | Ф'ючерс    | Ґрунт    | Мартін Громець     | Рональд Дуеллер Крістофер Кас                 | 3–6, 6–1, 6–4           |
| Перемога  | 6–1  | Жов 2000 | Франція F22, Сен-Дізьє    | Ф'ючерс    | Тверде   | Мартін Громець     | Рональд Дуеллер Нік Бернер                    | 6–3, 7–6(7–3)           |
| Перемога  | 7–1  | Кві 2001 | Кувейт F1, Mishref        | Ф'ючерс    | Тверде   | Мартін Громець     | Каміль Патель Рогір Вассен                    | 6–4, 6–3                |
| Перемога  | 8–1  | Лип 2001 | Словенія F3, Крань        | Ф'ючерс    | Ґрунт    | Йозеф Нештіцький   | Кароль Бек Браніслав Секач                    | 6–4, 7–5                |
| Перемога  | 9–1  | Сер 2001 | Латвія F1, Юрмала         | Ф'ючерс    | Ґрунт    | Іван Церович       | Лаурі Кійскі Теро Вілен                       | 5–7, 6–4, 7–5           |
| Перемога  | 10–1 | Вер 2001 | Камник, Словенія          | Челленджер | Ґрунт    | Ярослав Левинський | Сальвадор Наварро Вінченцо Сантопадре         | 6–3, 1–6, 6–4           |
| Перемога  | 11–1 | Лип 2002 | Словаччина F2, Превідза   | Ф'ючерс    | Ґрунт    | Ян Гаєк            | Франтішек Бабей Браніслав Секач               | 6–3, 4–3 ret.           |
| Перемога  | 12–1 | Лип 2002 | Словаччина F3, Нове Замки | Ф'ючерс    | Ґрунт    | Ян Гаєк            | Віталій Швець Микола Мішин                    | 7–5, 7–6(7–4)           |